# 이억배

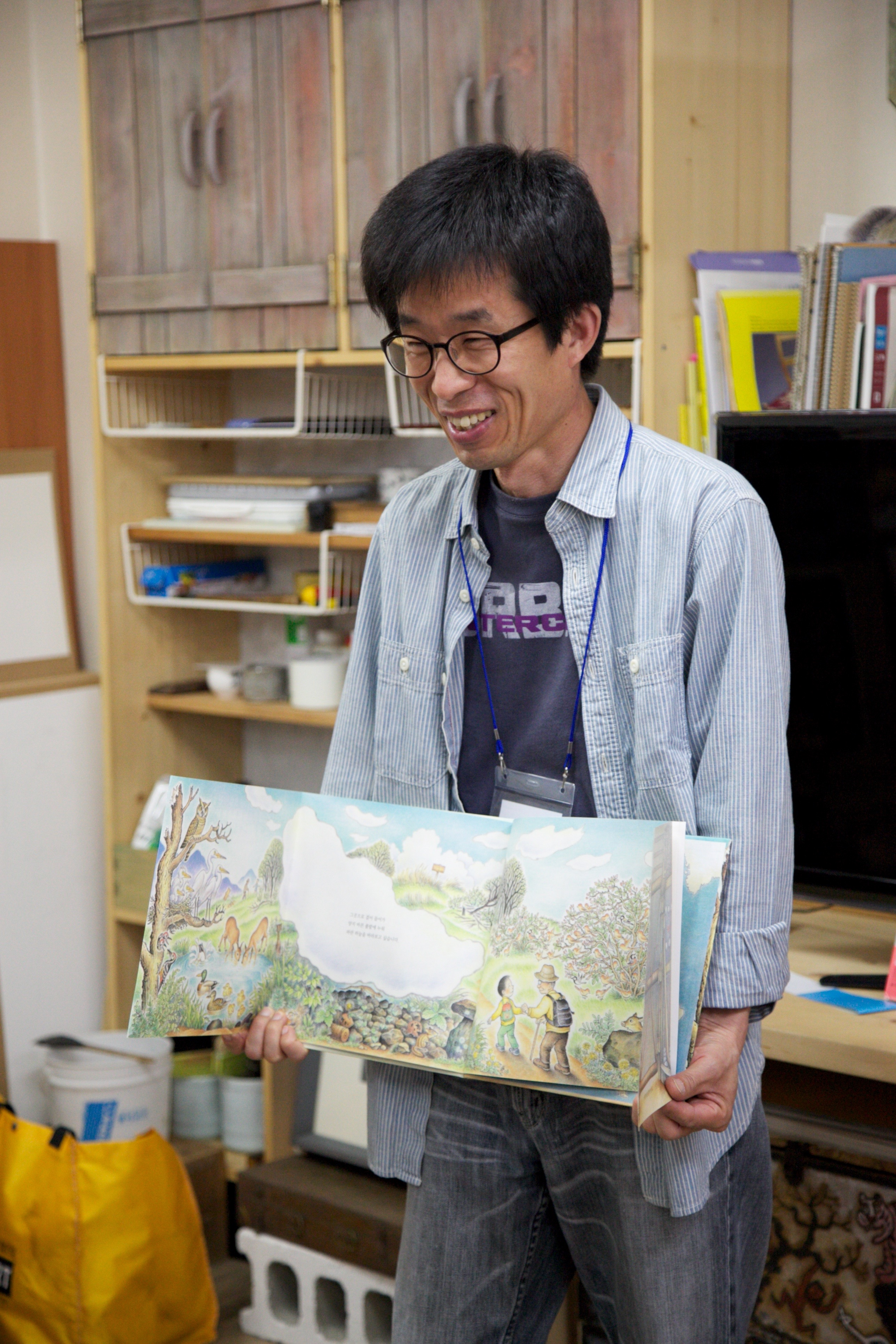

이억배는 대한민국의 그림책작가

## 생애정보
이억배 작가는 1960년 용인에서 태어났다. 시골에서 자연이 주는 그 모든 영감들을 차곡차곡 내면에 쌓으며 활발하고 장난기 많은 어린 시절을 보냈다. 어느 날 아버지가 가져온 칠판은 그리기를 좋아하는 작가의 욕구를 충족시킬만한 환경을 마련해 주었다. 신동우 화백의 『만화 홍길동』을 좋아해 곧잘 따라 그렸다.
미술대학에서 조각을 전공하였는데, 작가가 대학생활을 하던 80년대 초반 한국은 학교와 사회 전반에 걸쳐 민주화에 대한 열기가 거셌다. 이 때는 진보적인 예술가들이 중심이 되어 미술의 사회적 역할을 고민하기 시작하며 민중미술이 태동된 시대였다. 이억배는 광주 항쟁을 다룬 선배의 조각 작품이 교수들에 의해 강제로 철거되는 것을 목격하고, 이에 대해 연판장을 쓰고 학보사에 글을 써서 올린다. 이 사건을 계기로 이억배는 심미주의적 이상향에 가까운 미술 세계를 깨고 나와 사회 변혁을 위한 예술의 역할에 대해 고민하게 된다. ‘예술가는 우리 사회에서 도대체 어떤 존재인가? 예술 표현의 자유는 무엇인가? 나아가 예술은 사회 변혁에 어떻게 참여할 것인가?’하는 것들을 말이다. 이는 그림책 분야에서도 사회의 이상적 변화를 추구하는 주제를 다루어 ≪모기와 황소≫, ≪비무장지대에 봄이 오면≫과 같은 작품을 그리게 된다.
군복무를 마치고 대학교 4학년으로 복학한 이후 이억배는 민화반 활동을 시작했다. 이곳에서 전통 문화 연구와 민중미술 운동을 함께 했다. 이것은 이억배의 화풍이나 가치관에 중요한 영향을 미쳤으며, 전통미술을 현대적으로 재해석하여 다음 세대인 아이들에게 전해주고자 하는 그의 굳은 신념으로까지 이어진다.
이억배는 대학을 졸업이후 안양 지역에서 뜻 있는 사람들과 함께 민중문화운동을 함께 한다. 미술동인 ‘두렁’, ‘안양 우리그림’, ‘우리들의 땅’ 회원으로 활동하면서 90년대 초까지 노동자 교재에 삽화 만평을 실었으며, 시민미술학교에서 노동자 판화 강습과 걸개그림, 포스터, 출판미술, 판화 등을 만드는 현장 미술활동을 한다.
1990년대 초 동서 냉전이 와해되고 문민정부가 집권하게 되면서 민중미술은 환경미술, 벽화운동, 지역의 공동체 미술 등으로 흘러가기도 하고, 다시 개인의 순수창작활동으로 돌아서기도 한다. 이러한 한국의 격변하는 시기를 거치며 이억배는 정신적으로나 육체적으로 고통과 방황의 시기를 거쳤으나, 1993년 두손미디어의 <세계의 내 친구>라는 어린이책 전집에 ≪도구의 발달≫ 책의 삽화를 그리면서 그림책과 인연을 맺는다. 1995년 2년 여 동안의 작업을 거쳐 ≪솔이의 추석 이야기≫가 탄생하면서 본격적으로 그림책 작가의 길로 들어섰다.

## 수상목록
1997 BIB(브라티슬라바 국제 일러스트레이션 비엔날레)선정 작가 -『세상에서 제일 힘센 수탉』/재미마주/1997
1998  ‘1998 어린이문화대상’ 미술부문 - 손 큰 할머니의 만두 만들기/재미마주/1998
1999 볼로냐도서전 특별부문 우수도서 선정 - 세상에서 제일 힘센 수탉/재미마주/1997
2005 프랑크푸르트도서전 한국의 책 100선정
2010 IBBY 어너리스트 선정 - 이야기 주머니 이야기/보림 /2008
일본 문부성 추천도서 선정 - 솔이의 추석이야기
2019 Caldenotts Lists- 비무장지대에 봄이 오면/ 사계절/ 2010
2020 Hans Christian Andersen Award 한국 대표작가
2020 Hans Christian Andersen Award 심사위원 추천도서 - 비무장지대에 봄이 오면/ 사계절/ 2010 ㅁ

## 대표도서
솔이의 추석 이야기, 길벗어린이| 1995.11.15 | 38쪽 | 292*234mm | 370g
세상에서 제일 힘센 수탉, 재미마주 | 1997.02.15 | 글 . 이호백 그림 이억배 | 30쪽 | 225*265mm | 230g
비무장지대에 봄이 오면, 사계절 | 2010.6.25. |글 그림 이억배| 48쪽 | 245*250mm | 263g
이야기 주머니 이야기, 보림 | 2008.8.27 | 글 그림 이억배 |40쪽 | 220*287mm | 382g
잘잘잘 123, 사계절 | 2006.09.27. |글 그림 이억배 | 36쪽 | 265*225mm | 230g